# 大二病
大二病（だいにびょう）とは現代社会において用いられている人間の行動の特徴を表す言葉であり、大学二年生くらいの時期の人間が陥りがちな行動のことを言う。

## 概要
スターバックスの信者になったり、やたらと美術館に行きたがったり、SNSなどで現代社会について主張したり、高校生を若いというなどといった行動などである。この大二病というのは中二病と同様に自意識をこじらせるという事で起きており、大二病の場合は女子大学生のイメージが強い。この大二病というのは人間が新たな環境に入ってからある程度の期間が経った後に、その環境に慣れたがために余裕が出てきたということから意識が自分に向き始めて起きるようになったからであるとのことである。難波功士が言うには、大二病というのは就職活動において表れる大学生の批判すべき特徴であるとのことである。この特徴というのは、自身の持っている能力を高めに設定しているものの、企業にそれよりも低い評価をされたならば、その評価を受け入れずに逃げようとするということである。厳しい評価が下されたならば、まだ本気を出していないや、自分の実力に気づかれていないや、あんな企業は入らないほうがマシなどという言い訳をして評価を受け入れないということなどである。